# Calystegia sepium
Il vilucchio bianco (Calystegia sepium (L.) R.Br., 1810) è una pianta rampicante della famiglia delle Convolvulacee.

## Descrizione

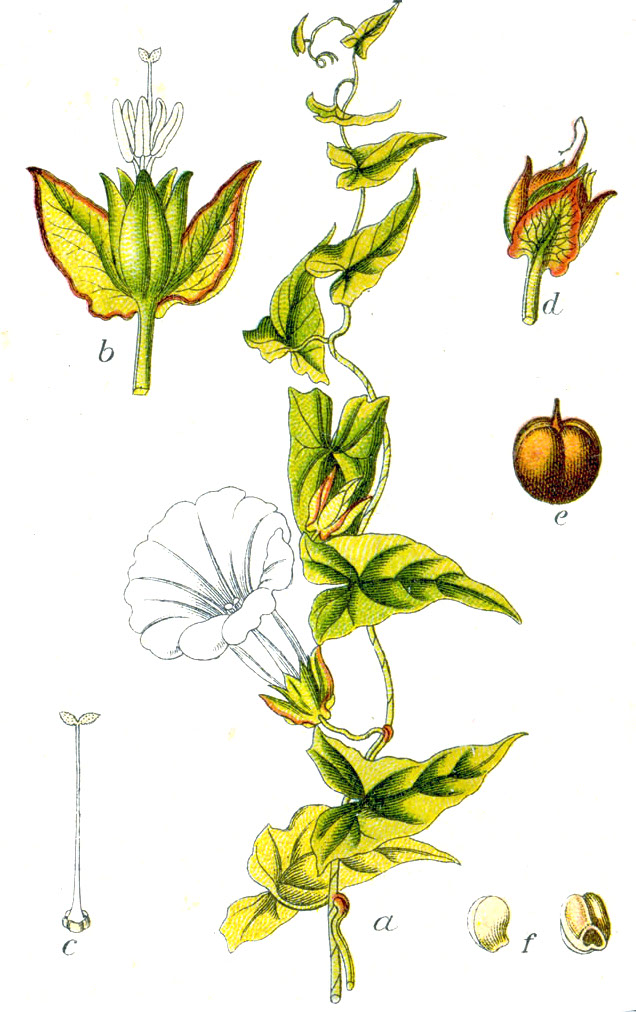

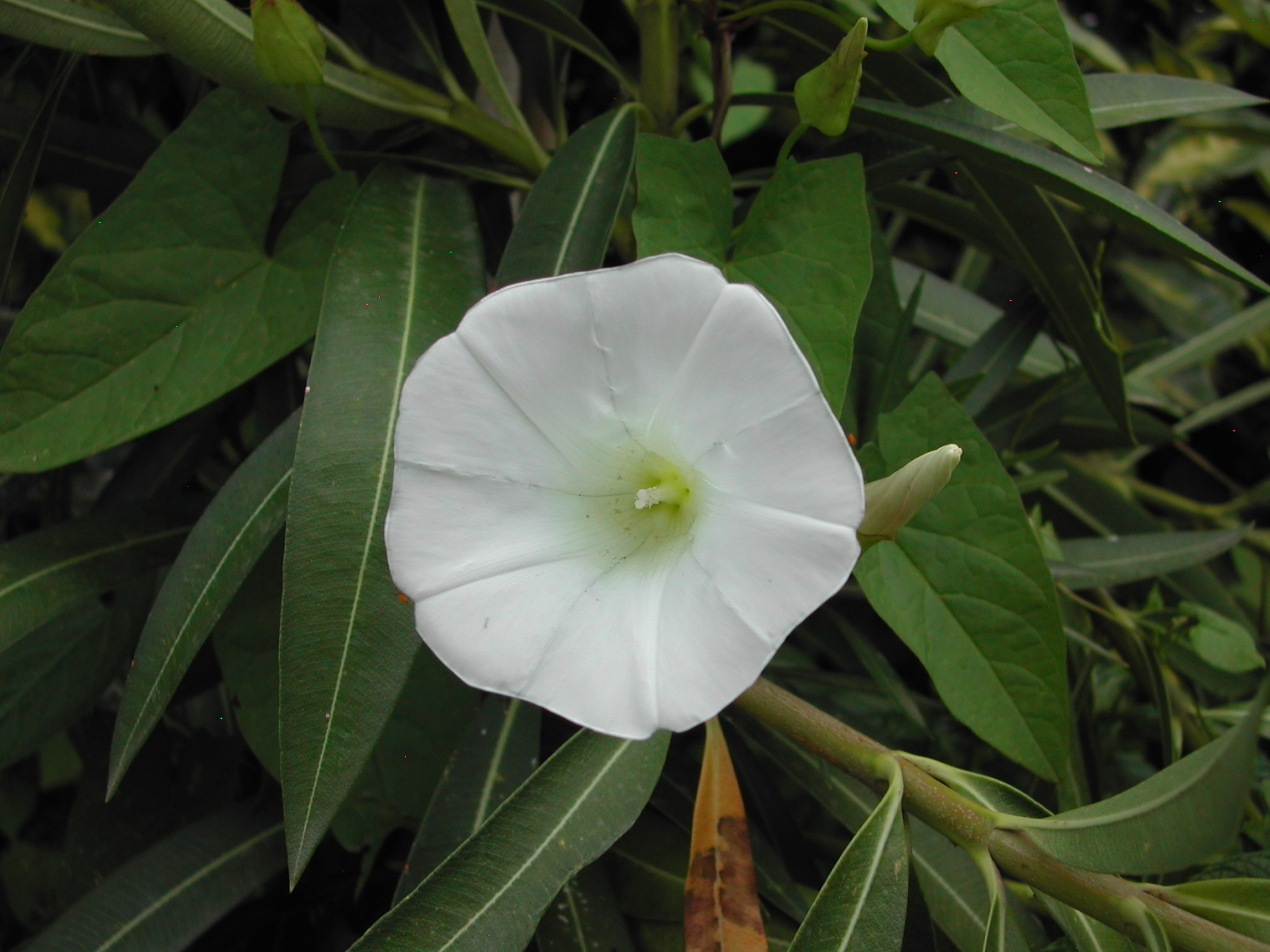
Calystegia sepium

È una pianta erbacea perenne che cresce avviluppandosi alle altre piante con un fusto volubile lungo 2–4 m, raramente sino a 5 m.
Le foglie, lunghe 5–10 cm e ampie 3–7 cm, sagittate, ondulate al margine e dotate di un lungo picciolo, sono disposte a spirale.
I fiori sono solitari e disposti all'ascella delle foglie; hanno un calice con cinque lobi, parzialmente ricoperto da due brattee; la corolla, imbutiforme, è lunga fino a 6 cm e di colore bianco.
Il frutto è una capsula sferica di circa 1 cm di diametro e contiene da due a 4 semi neri.

## Distribuzione e habitat
La specie ha una distribuzione cosmopolita: è presente nelle zone temperate di America del Nord e del Sud, Asia, Australia, Europa e Nordafrica.
È una pianta infestante delle colture erbacee, dei cereali, dei vigneti e degli incolti. Predilige suoli argillosi, umidi e ricchi di elementi nutritivi, da 0 a 1 400 m di quota.